# WK League
WK League (Hangul: WK리그) là một giải đấu bóng đá nữ bán chuyên nghiệp, được điều hành bởi Hiệp hội bóng đá Hàn Quốc (KFA), là cấp độ cao nhất của môn thể thao này ở Hàn Quốc. Mùa giải thông thường kéo dài từ tháng 3 đến tháng 10, mỗi đội chơi 21 trận.
Kể từ khi thành lập vào năm 2009, 3 câu lạc bộ đã giành được chức vô địch: Incheon Hyundai Steel Red Angels (10), Goyang Daekyo (3), và Suwon FC (1).
Giải đấu sẽ chơi 21 trận cho mỗi câu lạc bộ để xác định thứ hạng. Sau trận play-off giữa vị trí thứ 2 và thứ 3 của giải đấu, đội chiến thắng sẽ thi đấu trận quyết định nhà vô địch với đội đứng vị trí thứ nhất.

## Lịch sử
WK League ra đời năm 2009 với 6 đội: Goyang Bridge Kangaroo, Incheon Hyundai Steel Red Angels, Suwon City Facility Management Corporation, Chungnam Ilhwa Chunma, Seoul City Hall Amazones, và Busan Sangmu với mục đích nâng cao thành tích bóng đá nữ. Sau đó, với việc thành lập Chungbuk Sports Toto và Jeonbuk KSPO trước mùa giải 2011, 8 đội đã thi đấu trong giải đấu.

## Câu lạc bộ

### Hiện tại
| Câu lạc bộ                       | Vị trí      | Sân vận động                      | Mùa giải đầu tiên | Hiện tại | Các mùa |
| -------------------------------- | ----------- | --------------------------------- | ----------------- | -------- | ------- |
| Boeun Sangmu                     | Boeun       | Boeun Public Stadium              | 2009              | 2009–nay | 14      |
| Changnyeong WFC                  | Changnyeong | Changnyeong Sports Park           | 2018              | 2018–nay | 5       |
| Gyeongju KHNP                    | Gyeongju    | Gyeongju Football Park            | 2017              | 2017–nay | 6       |
| Hwacheon KSPO                    | Hwacheon    | Hwacheon Stadium                  | 2011              | 2011–nay | 12      |
| Incheon Hyundai Steel Red Angels | Incheon     | Incheon Namdong Asiad Rugby Field | 2009              | 2009–nay | 14      |
| Sejong Sportstoto                | Sejong      | Sejong Central Park               | 2011              | 2011–nay | 12      |
| Seoul City WFC                   | Seoul       | Seoul World Cup Auxiliary Stadium | 2009              | 2009–nay | 14      |
| Suwon FC                         | Suwon       | Suwon Sports Complex              | 2009              | 2009–nay | 14      |

### Câu lạc bộ trước đây
| Câu lạc bộ            | Thời gian hoạt động | Thời gian hoạt động | Hiện tại        |
| Câu lạc bộ            | Từ                  | Đến                 | Hiện tại        |
| --------------------- | ------------------- | ------------------- | --------------- |
| Chungnam Ilhwa Chunma | 2009                | 2012                | Giải thể (2012) |
| Icheon Daekyo         | 2009                | 2017                | Giải thể (2017) |

## Danh sách đội chiến thắng
| Mùa giải | Nhà vô đính                             | Tổng Tỉ Số     | Á Quân                            | Trận 1 | Trận 2       |
| -------- | --------------------------------------- | -------------- | --------------------------------- | ------ | ------------ |
| 2009     | Goyang Daekyo KangaroosR                | 2–0            | Incheon Hyundai Steel Red Angels  | 1–0    | 1–0          |
| 2010     | Suwon Facilities Management Corporation | 2–1            | Incheon Hyundai Steel Red AngelsR | 0–1    | 2–0          |
| 2011     | Goyang Daekyo NoonnoppiR                | 5–3            | Incheon Hyundai Steel Red Angels  | 2–2    | 3–1          |
| 2012     | Goyang Daekyo NoonnoppiR                | 3–2            | Incheon Hyundai Steel Red Angels  | 0–1    | 3–1          |
| 2013     | Incheon Hyundai Steel Red AngelsR       | 4–2            | Seoul WFC                         | 1–1    | 3–1          |
| 2014     | Incheon Hyundai Steel Red AngelsR       | 1–0            | Goyang Daekyo Noonnoppi           | 1–0    | 0–0          |
| 2015     | Incheon Hyundai Steel Red AngelsR       | 1–1 (pen.)     | Icheon Daekyo                     | 0–0    | 1–1          |
| 2016     | Incheon Hyundai Steel Red AngelsR       | 4–0            | Icheon Daekyo                     | 0–0    | 4–0          |
| 2017     | Incheon Hyundai Steel Red AngelsR       | 6–0            | Hwacheon KSPO                     | 3–0    | 3–0          |
| 2018     | Incheon Hyundai Steel Red AngelsR       | 4–4 (3–1 pen.) | Gyeongju KHNP                     | 0–3    | 4–1 (a.e.t.) |
| 2019     | Incheon Hyundai Steel Red AngelsR       | 1–0            | Suwon UDC                         | 0–0    | 1–0          |
| 2020     | Incheon Hyundai Steel Red AngelsR       | 2–0            | Gyeongju KHNP                     | 0–0    | 2–0          |
| 2021     | Incheon Hyundai Steel Red AngelsR       | 2–1            | Gyeongju KHNP                     | 1–1    | 1–0          |
| 2022     | Incheon Hyundai Steel Red AngelsR       | 2–0            | Gyeongju KHNP                     | 0–0    | 2–0          |

- R biểu thị đội về đích đầu tiên của mùa giải thông thường.